# Koudemiddel
Een koudemiddel is een stof die in warmtepompen wordt gebruikt als medium voor het transport van warmte. Bij koudemiddelen wordt onderscheid gemaakt in natuurlijke koudemiddelen en synthetische koudemiddelen. Het is de vloeistof/damp in koelkasten.
Koudemiddelen worden afhankelijk van de toepassing geselecteerd op hun (drukafhankelijke) kookpunt. Het kookpunt bij lage druk moet lager zijn dan de temperatuur van het reservoir waaraan warmte moet worden onttrokken (zodat dit gerealiseerd kan worden door de druk te verhogen), en het kookpunt bij hoge druk moet hoger zijn dan de temperatuur van het reservoir waaraan warmte moet worden afgegeven (zodat dit gerealiseerd kan worden door de druk te verlagen). De bijbehorende drukken moeten uiteraard praktisch haalbaar zijn.
Veelgebruikte koudemiddelen zijn fluorkoolwaterstoffen, alkanen (butaan, propaan, isobutaan), propyleen, ammoniak en koolstofdioxide.
In de tabel hieronder staan enkele koudemiddelen met de laagste temperatuur, behorende bij het tripelpunt, en de hoogste temperatuur, behorende bij het kritische punt).
| ASHRAE-code | Stofnaam                 | GWP 100 jaar | T (°C) | TC (°C) | pT (hPa) | pC (hPa) |
| ----------- | ------------------------ | ------------ | ------ | ------- | -------- | -------- |
| R-12        | dichloordifluormethaan   | 10200        | −157   | 112     | 0,1      | 41700    |
| R-32        | difluormethaan           | 677          |        |         |          |          |
| R-134a      | 1,1,1,2-tetrafluorethaan | 1550         | −103   | 101     | 3,9      | 40593    |
| R-600       | butaan                   | 4            | −139   | 152     | 0,007    | 37960    |
| R-744       | kooldioxide              | 1            | −57    | 31      | 5180     | 73800    |

## Synthetisch koudemiddel
Synthetische koudemiddelen zijn stoffen die niet van nature voorkomen, maar door de mens zijn ontwikkeld, veelal voor industriële doeleinden. Synthetische koudemiddelen zijn (H)CFK's (chloorfluorkoolstofverbinding) en HFK's (fluorkoolwaterstof). Om niet-giftige en reukloze alternatieven voor de klassieke koudemiddelen (ammoniak, koolzuur, zwaveldioxide) te vinden zijn in de jaren '30 van de twintigste eeuw synthetische koudemiddelen ontwikkeld. De CFK's en HCFK's werden algemeen toegepast in de industriële en semi-industriële koeltechniek, maritieme en comfort airconditioning en voor huishoudelijke apparaten. Lang na de ontwikkeling van deze synthetische koudemiddelen werd pas duidelijk welk effect de lekkage van CFK's en HCFK's op het milieu had door aantasting van de ozonlaag en versterking van het broeikaseffect.

## Natuurlijk koudemiddel
Als natuurlijke koudemiddel wordt onder andere ammoniak, koolstofdioxide, propaan, isobutaan of pentaan gebruikt. Natuurlijke koudemiddelen zijn minder milieubelastend dan synthetische koudemiddelen. Er is wel een risico verbonden aan natuurlijke koudemiddelen, ze kunnen bij eventuele lekkage of ondeskundig gebruik een gevaar opleveren voor de gezondheid van mensen.

## Wetgeving
Vanaf 2010 verbiedt de wet de verkoop van nieuwe HCFK-koudemiddelen. Voortaan moet er gekozen worden tussen het broeikasversterkende HFK óf natuurlijke koudemiddelen, dan wel voor een volledig klimaatvriendelijk koelsysteem (bijvoorbeeld koude-warmteopslag in de bodem (WKO)). De Europese Commissie heeft wetgeving aangenomen om ook de HFK-koudemiddelen versneld uit te faseren. Het gaat om de zogenaamde HFK's of F-gassen die toegepast worden in koel- en vriesinstallaties. Uitfaseren betekent op termijn een verbod op het (bij)vullen van koelinstallaties met synthetische koudemiddelen. De nieuwe wetgeving (2015) voorziet in:
- Het terugdringen van het gebruik van synthetische koudemiddelen
- Het terugdringen van het aantal lekkages van koel- en vriesinstallaties met een F-gas door meer verplichte lekcontroles.